# Borghetto d'Arroscia
Borghetto d'Arroscia (en ligur Borghétto) és un comune italià, situat a la regió de la Ligúria i a la província d'Imperia. El 2011 tenia 463 habitants.

## Geografia
El comune es troba al fons de la vall del riu Arroscia, al nord d'Imperia. Té una superfície de 25,94 km² i les frazioni de Gavenola, Gazzo, Leverone, Montecalvo, Ubaga i Ubaghetta. Limita amb les comunes d'Aquila di Arroscia, Caprauna, Casanova Lerrone, Pieve di Teco, Ranzo i Vessalico.